# Kenneth W. Hunzeker

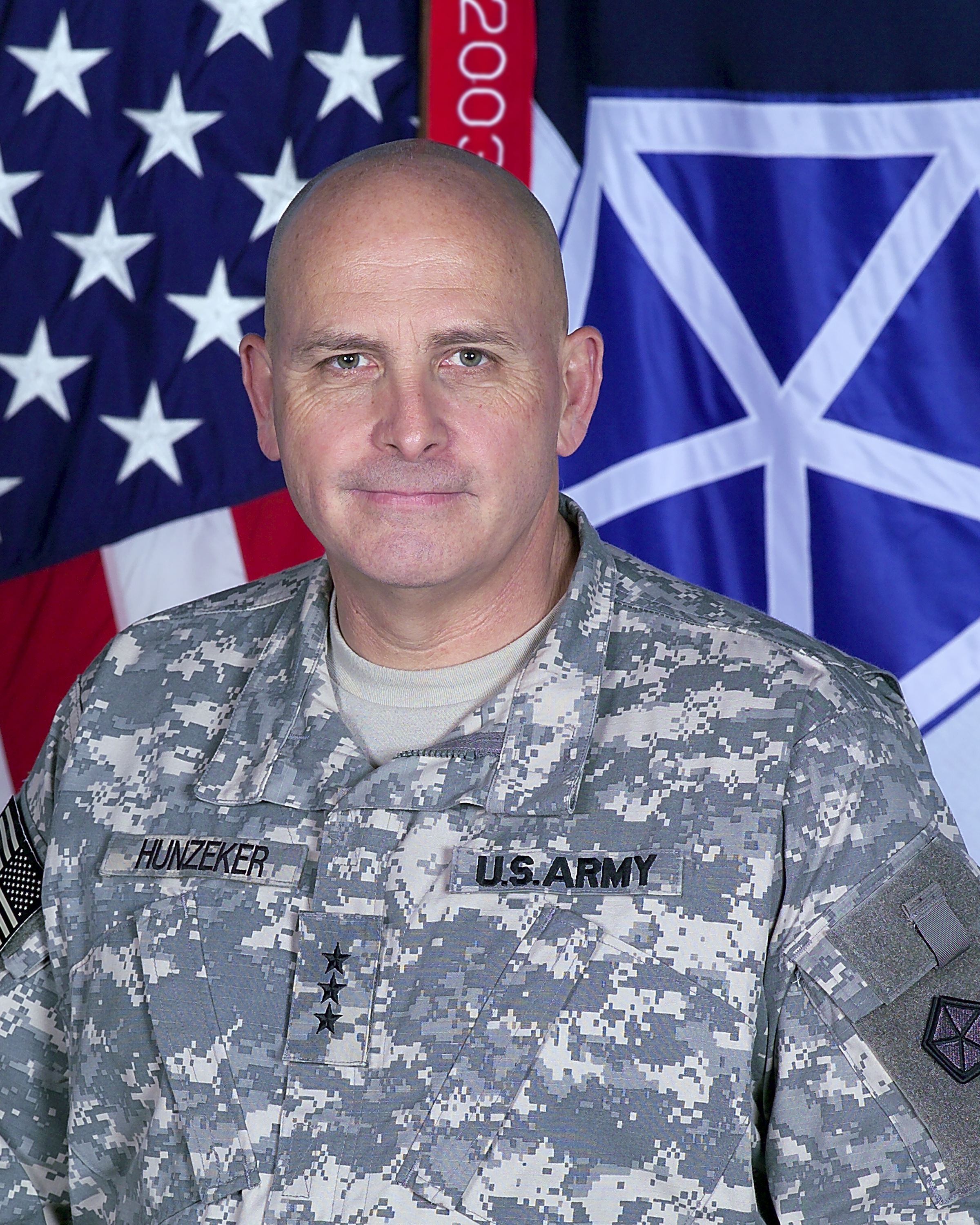
Kenneth W. Hunzeker

Kenneth W. Hunzeker (* 26. August 1952 in Pittsburgh, Allegheny County, Pennsylvania) ist ein pensionierter Generalleutnant der United States Army. Er war unter anderem Kommandeur der 1. Infanteriedivision und des V. Korps.
In den Jahren 1971 bis 1975 durchlief er die United States Military Academy in West Point. Nach seiner Graduation wurde er als Leutnant der Feldartillerie zugeteilt. In der Armee durchlief er anschließend alle Offiziersränge vom Leutnant bis zum Drei-Sterne-General.
In seinen jüngeren Jahren absolvierte er den für Offiziere in den niederen Rangstufen üblichen Dienst in verschiedenen Einheiten und Standorten. Dazu gehörten auch Aufgaben als Stabsoffizier in verschiedenen Hauptquartieren. Im Verlauf seiner weiteren Karriere kommandierte er militärische Einheiten auf fast allen Ebenen bis hin zum Korpskommandeur.
Im Januar 2002 erreichte er mit seiner Beförderung zum Brigadegeneral die Generalsränge. In der Folge wurde er zum Stab der 4. Infanteriedivision versetzt, die im Irakkrieg eingesetzt war. Nach einer zwischenzeitlichen Verwendung als Stabsoffizier beim Joint Chiefs of Staff in Washington, D.C. erhielt er im Juni 2005, inzwischen als Generalmajor das Kommando über die 1. Infanteriedivision. Diese war kurz zuvor aus dem Irak zurück nach Deutschland verlegt worden, wobei die 1. Brigade der Division nach Fort Riley verlegt wurde. Hunzeker behielt sein Amt als Divisionskommandeur bis zum August 2006. Kurz vor Ende seiner Amtszeit wurde die Division im Juli 2006 komplett aus Deutschland abgezogen und nach Fort Riley verlegt.
Nach seiner Zeit bei der 1. Infanteriedivision wurde Hunzeker in den Irak versetzt, wo er in den Jahren 2006 und 2007 die Ausbildungseinheit für die irakische Polizei leitete. Das Ausbildungsprogramm umfasste über 400,000 irakische Polizisten.
Am 8. August 2007 erhielt der inzwischen zum Generalleutnant beförderte Hunzeker das Kommando über das V. Korps. Das ursprünglich in Deutschland stationierte Korps war zwischenzeitlich im Irak stationiert und kehrte erst kurz vor Hunzekers Kommandoübernahme nach Heidelberg zurück, wo es sich in den damaligen Campbell Barracks das Hauptquartier mit USAREUR teilte. Damals war die Auflösung des Korps bis zum Jahr 2009 geplant. Dazu kam es allerdings doch nicht. Stattdessen wurde es dann vorübergehend nach Afghanistan verlegt. Huzeker, der bis zum 31. August 2009 Korpskommandeur blieb, war von dieser Verlegung dann nicht mehr betroffen.
Sein letzter militärischer Auftrag führte Kenneth Hunzeker wieder in den Irak. Dort wurde er stellvertretender Kommandeur aller dort stationierten amerikanischen Streitkräfte. Diesen Posten hatte er bis zu seiner Pensionierung im Jahr 2010 inne.
Nach seiner Pensionierung arbeitete Hunzeker zunächst für die Firma ITT Corporation. Danach war er Präsident der Firma Exelis Mission Systems einer Tochterfirma von ITT Corporation. Von 2014 bis 2016 war er Präsident der Firma Vectrus, Inc.

## Orden und Auszeichnungen
Kenneth Hunzeker erhielt im Lauf seiner militärischen Laufbahn unter anderem folgende Auszeichnungen:
- Defense Distinguished Service Medal
- Army Distinguished Service Medal
- Defense Superior Service Medal
- Legion of Merit
- Bronze Star Medal
- Defense Meritorious Service Medal
- Meritorious Service Medal
- Joint Service Commendation Medal
- Army Commendation Medal
- Army Achievement Medal
- Good Conduct Medal
- National Defense Service Medal
- Iraq Campaign Medal
- Global War on Terrorism Service Medal
- Armed Forces Service Medal
- NATO-Medaille